# Шебанов, Сергей Матвеевич
 Сергей Матвеевич Шебанов (1918 — 22.04.1945) — командир 76-мм орудия 931-го стрелкового полка (240-я стрелковая Киевско-Днепровская Краснознамённая ордена Суворова 2-й степени ордена Богдана Хмельницкого 2-й степени дивизия, 50-й стрелковый корпус, 40-я армия, 2-й Украинский фронт), старшина, участник Великой Отечественной войны, кавалер ордена Славы трёх степеней.

## Биография
Родился в 1918 году в посёлке Орловчик Ливенского уезда Орловской губернии, ныне в составе Верховского района Орловской области. Русский. Из семьи крестьянина. 
Окончил школу-семилетку. Жил и работал в Москве.
В 1938 году был призван в Красную армию Кировским районным военкоматом города Москвы. Служил в частях Киевского Особого военного округа. 
Участник Великой Отечественной войны с июня 1941 года. Войну встретил под Львовом, проходя службу в 42-м стрелковом полку 81-й стрелковой дивизии. Воевал на Юго-Западном фронте. В первые же дни войны, в ходе оборонительного сражения на Западной Украине, дивизия была разбита, но Шебанов сумел прорваться из окружения. 
Затем участвовал в Киевской оборонительной операции, сражаясь на северном крыле Киевского укрепрайона, а позднее - под Кременчугом. В сентябре 1941 года, во время Киевской катастрофы войск Юго-Западного фронта, попал в окружение. Вновь сумел избежать плена, с помощью местных жителей добрался до линии фронта и благополучно перебрался через неё.
Вновь сражался в Великой Отечественной войне с февраля 1942 года. С 1942 года воевал помощником командира стрелкового взвода, а с начала 1943 года - командиром 76-мм орудия 931-го стрелкового полка.
В боях за хутор Шматив (Ульяновский район Сумской области) во время Сумско-Прилукской наступательной операции (первый этап битвы за Днепр) 7 сентября 1943 года командир орудия старшина С. М. Шебанов с открытой огневой позиции уничтожил немецкое орудие с расчётом и подводу с боеприпасами. 
За этот бой получил свою первую награду - медаль «За отвагу».
В боях за Киев 6 ноября 1943 года при попытке немецкой танковой контратаки Шебанов огнём из своего орудия уничтожил немецкий танк и автоматным огнём перебил весь его экипаж при попытке покинуть горящий танк. Награждён орденом Отечественной войны.
Командир 76-мм орудия 931-го стрелкового полка (240-я стрелковая дивизия, 50-й стрелковый корпус, 40-я армия, 2-й Украинский фронт) старшина Шебанов Сергей Матвеевич отважно действовал в Ясско-Кишинёвской стратегической наступательной операции. При прорыве обороны врага и его преследовании 19-22 августа 1944 года севернее города Пашкани (ныне в составе жудеца Яссы, Румыния) в составе расчёта метким огнём поддерживал наступавшие стрелковые части, а при попытках врага контратаковать - участвовал в отражении контратак. Уничтожил 2 миномёта и 1 станковый пулемёт вместе с их расчётами. Всегда обеспечивал движение своего орудия с передовыми атакующими подразделениями в тяжёлых условиях горно-лесистой местности и открывал огонь по противнику по первым же заявкам пехоты.
За образцовое выполнение боевых заданий командования на фронте борьбы с немецкими захватчиками и проявленные при этом доблесть и мужество приказом частям 240-й стрелковой дивизии № 052/н от 10 октября 1944 года старшина Шебанов Сергей Матвеевич награждён орденом Славы 3-й степени.
Командир 76-мм орудия 931-го стрелкового полка старшина Шебанов Сергей Матвеевич вновь отличился в ходе Дебреценской наступательной операции. С 6 по 13 октября 1944 года при отражении мощного немецкого контрудара в районе города Борша (жудец Марамуреш, Румыния) неоднократно выводил своё орудие на прямую наводку и отбивал немецкие атаки. В этих боях истребил 1 орудие, 2 миномёта, 2 станковых пулемёта, большое количество живой силы врага. При штурме города Борн, поддерживая атакующие стрелковые части, подавил огонь 2 орудий и 3 пулемётных точек врага. Благодаря его действиям была захвачена укреплённая высота - важный пункт обороны, с которой атакующие части ворвались в Борщу.
За образцовое выполнение боевых заданий Командования на фронте борьбы с немецкими захватчиками и проявленные при этом доблесть и мужество приказом войскам 40-й армии № 015/н от 19 января 1945 года старшина Шебанов Сергей Матвеевич награждён орденом Славы 2-й степени.
Командир 76-мм орудия 931-го стрелкового полка (подчинённость та же) старшина Шебанов Сергей Матвеевич вновь отличился в ходе частных наступательных боёв в Чехословакии. 20 февраля 1945 года в бою за взятие населённого пункта Дубрави (17 километров восточнее города Зволен, ныне в составе Словакии) уничтожил 4 огневые точки и более 10 немецких солдат. В этом бою был легко ранен, но остался в строю. За этот подвиг был представлен в марте 1945 года к награждению орденом Славы.
За образцовое выполнение боевых заданий Командования на фронте борьбы с немецкими захватчиками и проявленные при этом доблесть и мужество Указом Президиума Верховного Совета СССР  от 15 мая 1946 года старшина Шебанов Сергей Матвеевич награждён орденом Славы 1-й степени.
Член ВКП(б) с 1943 года.
Воевал отважно на фронте и после совершения последнего подвига. Но ни получить два последних ордена Славы, ни встретить долгожданную Победу бойцу не пришлось. За почти четыре года на передовой он только однажды был легко ранен, а в бою в начале апреля 1945 года в Словакии командир артиллерийского взвода старшина С. М. Шебанов получил сразу несколько тяжелейших осколочных и пулевых ранений. Его эвакуировали 5 апреля 1945 года в эвакогоспиталь в город Мишкольц (Венгрия).
22 апреля 1945 года С. М. Шебанов скончался от ран. Похоронен на кладбище города Мишкольц. Венгрия, варм. Боршод, г. Мишкольц, госпитальное кладбище, участок ЭГ 5484, могила № 2, второй справа.

## Награды
- Орден Отечественной войны II степени (22.12.1943)[5]
- Орден Славы I степени (15.05.1946)
- Орден Славы II степени (19.01.1945)[6]
- Орден Славы III степени  (10.09.1944)[7]
- Медаль «За отвагу»(2.10.1943)[8]

## Память
- На могиле установлен надгробный памятник.
- На здании Нижне-Жерновской средней школы в деревне Капитановка Верховского района Орловской области установлена мемориальная доска (2015).
- На Мемориале Славы в районном центре посёлке городского типа Верховье Орловской области установлена гранитная мемориальная плита с его именем (2010).